# Anila de Tuy
Anila, en textos antiguos erróneamente escrito como Avila o Auila, fue un religioso suevo en la antigua Gallaecia hispanorromana, primer obispo históricamente bien documentado de la diócesis de Tuy a cuyo cargo estuvo aproximadamente entre el 568 y el 576.
Enrique Flórez lo sitúa alrededor de 572, como asistente al II Concilio de Braga, donde en el orden de registro del mismo se encontraba después del obispo de Lugo, probablemente porque esta sede era utilizada como metrópoli para realizar los sínodos, si bien firma como más antiguo que los obispos de Astorga y Britonia. Tuy fue una diócesis histórica de Hispania, por tanto Anila tuvo predecesores; de hecho, está documentada la presencia de los cuatro obispos de Galicia en el I Concilio de Braga de 561, pero los nombres no llevan su titulación. Con la llegada de los suevos a la península ibérica, las diócesis gallegas fueron reformadas, y se crearon nuevas, como la de Lugo. Muy probablemente la antigua demarcación de la Tuy hispana quedó modificada, al tener un territorio demasiado extenso como para llevar su gobierno desde un único punto, especialmente en un momento en que se creaban nuevas parroquias.